# Can Mitjarmilla
Can Mitjarmilla era un edifici historicista desaparegut del municipi de Blanes (Selva) que formava part de l'Inventari del Patrimoni Arquitectònic de Catalunya.

## Descripció
Es tractava d'un edifici cantoner de dues plantes, construït el 1914. La façana està decorada amb un fals encoixinat i les finestres donen a balcons de baranes de ferro forjat. Destacava especialment el coronament de la façana, d'estil modernista, amb una àmplia cornisa de línies corbades, motllurada, decorada amb pinacles i motius vegetals en relleu i rematada amb un frontó amb medalló central.

## Història
Abans de la seva destrucció, es va dur a terme una reforma moderna, la qual va afectar del tot la planta baixa, de manera que només es podia contemplar l'edifici original al pis i al terrat. Entre el passat any 2003-2004, es van dur a terme les pertinents obres de destrucció, esfondrament i recondicionament i neteja del solar, el qual ha servit com emplaçament per a una casa nova, que està en sintonia amb els temps moderns de construcció – molts pisos amb pocs metres quadrats-, s'aprofita fins al màxim tots els mil·límetres d'espai constructiu.